# Bác Quả Đạc
Bác Quả Đạc (tiếng Mãn: ᠪᠣᡴᡩᠠ, Abkai: Boggoda, giản thể: 博果铎; phồn thể: 博果鐸; 1650 – 1723) là một hoàng thân của nhà Thanh trong lịch sử Trung Quốc, người thừa kế 1 trong 12 tước vị Thiết mạo tử vương.

## Cuộc đời
Bác Quả Đạc sinh vào giờ Sửu, ngày 22 tháng 3 (âm lịch) năm Thuận Trị thứ 7 (1650), trong gia tộc Ái Tân Giác La. Ông là con trai trưởng của Thừa Trạch Dụ Thân vương Thạc Tắc – con trai thứ năm của Thanh Thái Tông Hoàng Thái Cực, mẹ ông Đích Phúc tấn Nạp Lạt thị (納喇氏). Tháng 12 năm Thuận Trị thứ 11 (1655), cha ông qua đời, ông được thế tập tước vị Thừa Trạch Thân vương, song được Thuận Trị Đế sửa hiệu thành Trang Thân vương.
Năm Ung Chính nguyên niên (1723), ngày 11 tháng giêng (âm lịch), giờ Dần, ông qua đời, thọ 74 tuổi, được truy thụy Trang Tĩnh Thân vương (莊靖親王). Ông lúc sinh thời không có con, Tông Nhân phủ thỉnh lấy con trai của Khang Hi Đế làm con thừa tự, nên Ung Chính Đế xin ý chỉ của Nhân Thọ Hoàng thái hậu, chọn Hoàng thập lục tử Dận Lộc làm con thừa tự, kế tục tước vị Trang Thân vương.

## Gia quyến

### Thê thiếp
- Đích Phúc tấn: Bác Nhĩ Tế Cát Đặc thị (博尔济吉特氏), con gái của Sát Cáp Nhĩ Thân vương A Bố Nại.
- Thứ Phúc tấn: 
  - Thạch thị (石氏), con gái của Thạch Quý (石贵).
  - Trương thị (张氏), con gái của Trương Văn Đệ (张文第).
  - Chu thị (周氏), con gái của Chu Đạt (周达).

### Hậu duệ

#### Con gái
- Trưởng nữ, gả cho Ba Lâm bộ Công tước Nạp Mục Trát (纳穆札).
- Đạo Khắc Hân Quận chúa (道克欣郡主), được Khang Hi Đế nuôi dưỡng trong cung, phong làm Quận chúa. Năm 1704, con trai của Trát Tát Khắc Đa La Bối lặc Hòa La Lý (zh) là A Bảo đến kinh thành nhậm chức Thị vệ và được ban hôn với Quận chúa, trở thành Hòa thạc Ngạch phò.[1] Sau khi hai người thành hôn, Khang Hi đã lệnh Tuần phủ Cam Túc xây dựng phủ đệ cho quận chúa và ngạch phò ở địa phận Mông Cổ.[2] Năm 1709, A Bảo quay về A Lạp Thiện kế thừa tước vị của cha,[1] về sau được Ung Chính thăng làm Quận vương. Năm 1739, A Bảo qua đời, con trai thứ là La Bặc Tàng Đa Nhĩ Tế được thừa kế tước vị.[3] Sau nhiều lần lập công cho triều đình nhà Thanh, La Bặc Tàng Đa Nhĩ Tế được Càn Long thăng làm Thân vương, tước vị A Lạp Thiện kỳ Trát Tát Khắc Thân vương cũng trở thành tước vị thừa kế võng thế.[4]

#### Con thừa tự
1. Trang Khác Thân vương Dận Lộc (胤祿; 28 tháng 7 năm 1695 – 20 tháng 3 năm 1767): là con trai thứ 16 của Thanh Thánh Tổ Khang Hi. Năm 1723, được chỉ định làm con thừa tự cho Bác Quả Đạc.